# Willi Kirsei
Willi Kirsei (Berlino, 3 dicembre 1902 – Berlino, 19 dicembre 1963) è stato un calciatore tedesco, di ruolo attaccante.

## Carriera

### Club
Ha trascorso l'intera carriera con la maglia dell'Hertha Berlino, con cui ha vinto due campionati tedeschi, nel 1929-1930 e nel 1930-1931; in quest'ultima stagione ha vinto anche il titolo di capocannoniere. Con 244 reti in appena 164 incontri, Kirsei è il più prolifico attaccante nella storia dell'Hertha Berlino

### Nazionale
Ha giocato una sola gara in nazionale, l'amichevole contro la Svezia disputata il 31 agosto 1924, terminata con una sconfitta per 1-4.

## Statistiche

### Cronologia presenze e reti in nazionale
| Cronologia completa delle presenze e delle reti in nazionale ― Germania | Cronologia completa delle presenze e delle reti in nazionale ― Germania | Cronologia completa delle presenze e delle reti in nazionale ― Germania | Cronologia completa delle presenze e delle reti in nazionale ― Germania | Cronologia completa delle presenze e delle reti in nazionale ― Germania | Cronologia completa delle presenze e delle reti in nazionale ― Germania | Cronologia completa delle presenze e delle reti in nazionale ― Germania | Cronologia completa delle presenze e delle reti in nazionale ― Germania |
| Data                                                                    | Città                                                                   | In casa                                                                 | Risultato                                                               | Ospiti                                                                  | Competizione                                                            | Reti                                                                    | Note                                                                    |
| ----------------------------------------------------------------------- | ----------------------------------------------------------------------- | ----------------------------------------------------------------------- | ----------------------------------------------------------------------- | ----------------------------------------------------------------------- | ----------------------------------------------------------------------- | ----------------------------------------------------------------------- | ----------------------------------------------------------------------- |
| 31-8-1924                                                               | Berlino                                                                 | Germania                                                                | 1 – 4                                                                   | Svezia                                                                  | Amichevole                                                              | -                                                                       |                                                                         |
| Totale                                                                  |                                                                         | Presenze                                                                | 1                                                                       |                                                                         | Reti                                                                    | 0                                                                       |                                                                         |

## Palmarès

### Club
- Campionato tedesco: 2

Hertha Berlino: 1929-1930, 1930-1931

### Individuale
- Capocannoniere del campionato tedesco: 1

1930-1931 (7 reti)